# Franz W. Leberl

Franz Leberl (2006)

Franz W. Leberl (* 1945 in Gersdorf) ist ein österreichischer Photogrammeter und Professor für maschinelles Sehen und Darstellen (Computer Graphics and Vision) an der Technischen Universität Graz.

## Leben
Geboren in Deutschland, wuchs Franz W. Leberl in Österreich auf, wo er 1967 sein Studium der Geodäsie an der TU Wien als Dipl.-Ing. abschloss. 1972 folgte der Dr. techn. in Angewandten Wissenschaften mit Spezialisierung auf das Fachgebiet Photogrammetrie. 1977 habilitierte er sich an der TU Graz mit einer Arbeit über Satelliten-Radarbild-Analyse.
Seine Karriere begann 1969 am ITC (International Training Center), heute International Institute for Geo-Information Science and Earth Observation in den Niederlanden. 1974 wechselte er zum Jet Propulsion Laboratory (JPL)/California Institute of Technology (National Aeronautics and Space Administration in Pasadena, Kalifornien), wo er unter anderem im Rahmen der Magellan-Mission für die Kartierung des Planeten Venus mit Hilfe bildgebender Radarsysteme verantwortlich zeichnete. Nach seiner Rückkehr nach Österreich 1976 hatte Leberl eine Professur für Photogrammetrie und Fernerkundung an der TU Graz inne, während der er 1980 das Forschungsinstitut für digitale Bildverarbeitung am Joanneum Research in Graz gründete. Als er 1984 wieder in die USA ging, arbeitete er zunächst als Geschäftsführer der Markhurd Corporation (Minneapolis, 1984–1985), dann gründete er in Colorado zwei Firmen, die Vexcel Corp. (1985) und die Vexcel Imaging Corp. (1992). Die neuerliche Rückkehr nach Österreich war 1992 als Professor für Computerunterstützte Geometrie und Grafik (später umbenannt in Maschinelles Sehen und Darstellen) am von ihm selbst gegründeten ICG der TU Graz, 1993 folgte die Gründung eines österreichischen Ablegers seiner Firma Vexcel (Vexcel Imaging Austria) in Graz. Zwischen 1996 und 1998 war Leberl als CEO des Forschungszentrums Seiberdorf (mit über 700 Mitarbeitern) vom ICG karenziert.
Vexcel wurde mittlerweile an Microsoft verkauft; seit 1. Oktober 2007 widmet sich Leberl ausschließlich seinem Wirken an der Universität.
Franz W. Leberl ist verheiratet und hat drei Kinder.

## Wirken
Franz Leberl hat etwa 300 wissenschaftliche Arbeiten, Berichte und Bücher publiziert, über 40 Dissertationen als Erstgutachter betreut und hält 15 Patente.
1989 hat er mit seinem Buch "Radargrammetric Image Processing" (Artech House, Boston) maßgeblich zum Entstehen der Radargrammetrie als auf Radarbilddaten bezogene Nachbardisziplin zur Photogrammetrie beigetragen. Außerdem ist er Verfechter einer interdisziplinären Zusammenarbeit der Fächer Photogrammetrie und Computer Vision, was zum von ihm geprägten Motto "Photogrammetric Computer Vision" führte. Analog dazu hat er stets die Gemeinsamkeiten der gesondert entwickelten Wissenschaftsgebiete Computergrafik und Computer Vision betont und in seinem Umfeld vereint betreut.
Die Gründung der Österreichischen Arbeitsgemeinschaft für Mustererkennung hat er im Jahre 1980 bewirkt und dafür die Ehrenmitgliedschaft dieser Vereinigung erhalten. Das Forschungszentrum Seibersdorf wurde unter seiner Führung verstärkt internationalisiert (daher die Namensänderung in "Austrian Research Centers", heute Austrian Institute of Technology AIT), es wurde um Aktivitäten in den Bundesländern erweitert und sein Fokus auf Nuklearforschung in andere Themen abgeändert. Überdies wurde die bis dahin kameralistische Verwaltung durch eine moderne, auf Gewinn- und Verlust-Darstellung aufgebaute Steuerung von Geschäftsfeldern ersetzt.
Die Arbeit in der Firma Vexcel Corp. (USA) führte zu einer tiefen Spezialisierung im Thema Radarbild- und Signalverarbeitung, einschließlich mehrerer weltweit führender Innovationen im Bereich Interferometrie, Polarimetrie, direkter Aufzeichnung von Satellitendatenströmen auf Platten statt Magnetbändern. Im Bereich Fernerkundung wurde eine Reihe von Satellitenempfangsstationen entwickelt und weltweit installiert. Die Grazer Firma Vexcel Imaging GmbH verwertete diverse Erfindungen zunächst im Bereich der Film-Digitalisierung mittels des Abtastsystems UltraScan, zuletzt durch den Bau und Vertrieb der weltweit leistungsfähigsten, digitalen großformatigen Luftbildkameras UltraCam.
Ein besonderes Anliegen der akademischen Arbeit an der TU Graz sind Innovationen in der Erstellung von Computermodellen von Stadtgebieten in 3 Dimensionen (3D Virtual Habitat). Erste Anwendungen entstanden gegen Ende der Jahre 1990 in der Berechnung von Signalstärken der Mobiltelefonie. Seit 2006 liefern diese Entwicklungen wesentliche Impulse in der ortsbezogenen Internet-Suche.

## Auszeichnungen
- 2005: Großes Silbernes Ehrenzeichen für Verdienste um die Republik Österreich[7]
- Otto-von-Gruber-Preis der International Society for Photogrammetry & Remote Sensing (ISPRS)
- Fairchild Photogrammetric Award der American Society of Photogrammetry & Remote Sensing (ASPRS)
- Best-Paper-Awards (u. a. den der Gesellschaft der IEEE für Geowissenschaften und Fernerkundung)
- NASA Achievement Award
- Fellow-Status der IEEE
- Golden Brock Medal  für sein Lebenswerk im Bereich der Fernerkundung von der ISPRS[8]